# Pseudacris streckeri
Espèce
Statut de conservation UICN

 LC  : Préoccupation mineure
Pseudacris streckeri est une espèce d'amphibiens de la famille des Hylidae.

## Répartition
Cette espèce est endémique des États-Unis. Elle se rencontre :
- au Texas ;
- dans l'ouest de la Louisiane ;
- en Oklahoma ;
- dans le sud du Kansas ;
- en Arkansas.

## Étymologie
Cette espèce est nommée en l'honneur de John Kern Strecker.

## Publication originale
- Wright & Wright, 1933 : Handbook of frogs and toads, The Frogs and Toads of the United States and Canada, p. 1-231 (texte intégral).